# Basileios II. Bulgaroktonos
Basileios II. Bulgaroktonos (doslova Bulharobijec) (řecky Βασίλειος Πορφυρογέννητος, Basileios Porphyrogennētos; cca 958 – 15. prosince 1025) byl byzantský císař z Makedonské dynastie, který panoval v letech 976 až 1025. Byl synem císaře Romana II. a jeho manželky Theofano.
Basileios II. byl jedním z nejdéle panujících římských císařů vůbec. Císařem de iure byl od korunovace v roce 960, kdy vedle něj vládli jako císařové postupně Roman II., Nikeforos II. a Jan I. Tzimiskes. Jako autokrator začal vládnout od roku 976. Po celou dobu byl Basileiovým spolucísařem jeho mladší bratr Konstantin VIII., který se však fakticky na vládě nepodílel. Po nástupu na trůn musel mladý císař svést boj o vládu i život s několika uzurpátory, které nakonec drtivě porazil. Poté, co se vypořádal s nepřáteli uvnitř říše, mohl Basileios soustředit svou pozornost na boj se zahraničními nepřáteli.
Císař vedl téměř po celou svou vládu války, kdy postupně porazil Bulhary, Araby, Arménce a Gruzínce, kteří Byzanc ohrožovali ze všech stran. Za svůj celoživotní cíl si stanovil absolutní podrobení Bulharů a začlenění podunajských provincií zpět do říše. Tento cíl Basileios sledoval s urputnou houževnatostí a systematicky dobýval jednu bulharskou pevnost za druhou. Bulharský odpor byl definitivně zlomen v roce 1018. Svou krutostí vůči Bulharům během války si Basileios vysloužil přízvisko Bulgaroktonos (bulharobijec). Za vlády Basileia II. dosáhla Byzanc zenitu své moci a její hranice byly opět vymezeny řekami Sávou a Dunajem, nejzápadnější území říše tvořily jihoitalské državy, zatímco na východě se říše rozprostírala až do Arménie a po řeku Eufrat.
Basileios proslul nejenom jako zdatný válečník, ale také jako schopný hospodář a správce. Svými pozemkovými reformami omezil moc vojenské aristokracie, posílil a rozšířil armádu, které věnoval obzvláštní péči a po své smrti zanechal v pokladnici pohádkové bohatství a největší rozsah říše za čtyři staletí. Díky Basileiově zahraniční politice přijali také Rusové křesťanství a Kyjevská Rus se tak zařadila pod byzantský kulturní a náboženský vliv. Basileios je díky svým činům historiky považován za jednoho z největších byzantských císařů a řadí se tak po bok císařů Justiniána I. nebo Herakleia. Je také postavou, která je Řeky považována za národního hrdinu, kdežto Bulhary je naopak považován za opovrhovanou postavu.

## Život

### Dětství a mládí
Basileios II. se narodil okolo roku 958. Narodil se jako syn vládnoucího císaře Romana II., tedy jako porfyrogennetos (tzn. „v purpuru zrozený“). Jeho matkou byla císařovna Theofano. Měl dva historicky doložené mladší sourozence Konstantina a Annu, kteří v byzantských dějinách a pozdější Basileiově politice sehráli důležitou roli. V roce 960 dal císař Roman korunovat Basileia spolucísařem. V roce 962 byl korunován císařem také Basileiův mladší bratr Konstantin. Roku 963 mladý císař Roman II. zemřel. Kolovaly zvěsti, že císaře nechala otrávit jeho vlastní manželka Theofano. Tyto domněnky jsou však považovány za nepravděpodobné a to i vzhledem k tomu, že jen pár dní před císařovou smrtí Theofano porodila dceru Annu. Basileiovi bylo v době otcovy smrti pouze šest let, Konstantinovi pak tři roky. Císařovna Theofano měla v době nezletilosti svých synů vládnout jako regentka. Její postavení však bylo značně nejisté, jelikož veškerou moc na sebe chtěl strhnout Iosefos Bringas, mocný eunuch a císařský úředník. 16. srpna 963 přitáhl do Konstantinopole vojevůdce Nikeforos Fokas, který byl téhož dne patriarchou korunován spolucísařem dětských císařů Basileia a Konstantina. Aby dodal svému postavení legitimitu, uzavřel Nikeforos s císařovnou vdovou Theofano na podzim 963 sňatek.

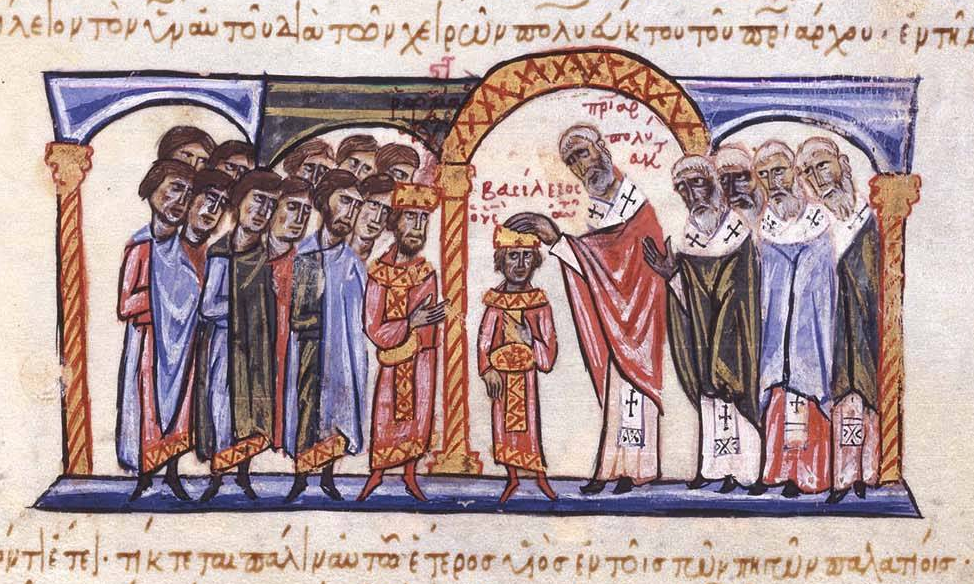
Korunovace Basileia II. spolucísařem, znázorněna v Madrid Skylitzes

Nikeforos II. byl úspěšný vojevůdce a císař, který svými výboji zajistil říši významné územní zisky. Nicméně asketický a přísný vládce se v Konstantinopoli netěšil přílišné popularitě a císařovna Theofano se necítila v manželství šťastná. Císařovna navázala milenecký poměr s vojenským velitelem Janem Tzimiskem a společně proti Nikeforovi zosnovali spiknutí. Theofano nechala Tzimiskovi a jeho přátelům otevřené dveře do císařské ložnice a ti císaře Nikefora zavraždili. Jan Tzimiskes byl poté prohlášen novým císařem a nároky legitimních nedospělých císařů byly opětovně pominuty. Proti uzurpaci se však postavil patriarcha Polyektus, který odmítl Tzimiska uznat jako nového císaře. Tzimiskes proto vyjádřil pokání nad vraždou Nikefora II. Své přátele, kteří mu s vraždou pomáhali, nechal potrestat a císařovnu Theofano poslal do vyhnanství. Aby dodal svému postavení legitimitu, uzavřel Jan Tzimiskes sňatek s Theodorou, tetou nedospělých císařů. Jan Tzimiskes vládl do roku 976, kdy onemocněl a cestou do Konstantinopole z východního tažení 10. ledna zemřel. Císaři Basileiovi II. se tak konečně otevřela cesta k trůnu, o který však musel v následujících letech svést tvrdý boj.

### Boj o vládu

#### První občanská válka, Sklerova vzpoura
| „                 | V té době oba už měli dospívání za sebou, ale lišili se navzájem svou povahou. Basileios, který byl ovšem i starší, se projevoval vždy jako bystrý, rozumný a uvážlivý mladý muž, kdežto Konstantin se všem zdál být rozpustilý, lidé měli dojem, že vede lehkomyslný život a že se oddává prostopášnostem. | “ |
| — Michael Psellos | |   |

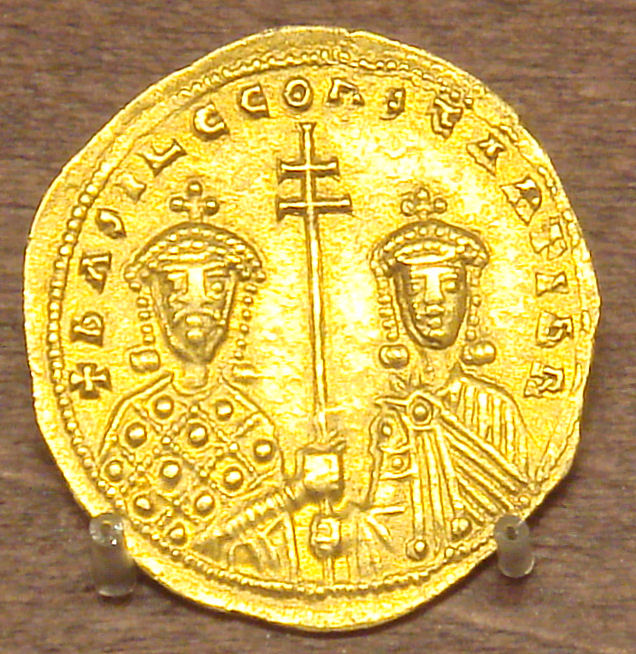
Mince s podobiznami Basileia II. a Konstantina VIII.

Bezprostředně po Tzimiskově smrti v roce 976 nedošlo k zásadním změnám v poměrech. Oba mladí císaři nebyli k vládním záležitostem vedeni, ani k nim připuštěni. Podařilo se jim však dosáhnout toho, aby byla z vyhnanství přizvána zpět ke dvoru jejich matka Theofano. Skutečnou moc v říši vykonával parakoimomenos (císařův osobní komorník) Basileios Lakapenos, nemanželský syn císaře Romana I. Parakoimomenos se rozhodně nehodlal vzdát moci ve prospěch mladých císařů. Mladší z bratrů, Konstantin, byl se stavem věcí spokojen. O vládu nejevil zájem a vyžíval se v rozmařilém způsobu života. Parakoimomenos Basileios považoval za největší hrozbu pro své postavení vojenské velitele, příslušníky bohaté pozemkové aristokracie z Anatolie. Obavy komorníka vzbuzoval především Bardas Skleros, který byl za Tzimiskovy vlády jmenován megas domestikem (nejvyšší velitelem) armády. Parakoimomenos se pokusil Sklera odstranit tím, že jej jmenoval strategem pohraničního thematu Mesopotamia. Skleros však na urážku odpověděl tím, že se dal svými vojáky prohlásit císařem a vytáhl se svou armádou proti hlavnímu městu. Na svou stranu získal vlivnou maloasijskou aristokracii a provincionální loďstvo operující u maloasijských břehů. Ve dvou bitvách, na podzim 976 a na jaře 977 porazil císařské oddíly a nezadržitelně se blížil k hlavnímu městu.
V kritické situaci se eunuch Basileios osvobodil z vězení Barda Foku, dalšího významného vojenského velitele, který byl za vzpouru proti Janu Tzimiskovi potrestán internací na ostrově Chios. Fokas opustil obklíčené hlavní město, pronikl do Malé Asie a začal tam shromažďovat vlastní armádu. Skleros proto zanechal obléhání hlavního města a vypravil se proti Fokovi, aby toto nebezpečí zničil hned v zárodku. V první bitvě Skleros zvítězil a Fokas uprchl ke gruzínskému knížeti Davidovi. Fokas získal od gruzínského knížete podporu a především vojenské oddíly pod vedením Ioanna Tornikia, bojovného mnicha a vojáka. Začátkem roku 979 se Fokas a Skleros se svými armádami střetli v bitvě u řeky Halys. Skleros utrpěl rozhodující porážku a spolu se svou družinou uprchl na území mosulského emíra. Na příkaz chalífy byl Skleros zajat a držen v internaci v Bagdádu. První občanská válka v době vláda Basileia II. tak skončila a posílila moc eunucha Basileia, který ovládal státní byrokratický aparát a Barda Foky, který se stal nejvyšším velitelem císařských vojsk. Prestiž císařské moci v této občanské válce výrazně utrpěla a oba mladí císaři nadále vládli jen podle jména. Mladý Konstantin se s tím spokojil, Basileios II. byl však odhodlán zmocnit se vlády za každou cenu a revolta aristokracie i předních hodnostářů říše pro něj byla tvrdým poučením. Prameny uvádí proměnu císařovy povahy po těchto zkušenostech.
| „                 | Většině našich současníků, kteří císaře Basileia osobně poznali, se císař zdál být nevlídný, drsného chování, prchlivý a tvrdohlavý, zdál se jim být člověkem suchým, který se vyhýbá jakékoli rozmařilosti. Jak jsem se však dozvěděl u kronikářů, kteří psali o jeho době, vůbec nebyl takový hned od začátku, ale obrátil se od uvolněného a rozmařilého života k přísnému řádu, jako by tlak událostí byl zapůsobil na jeho povahu a napřímil to, co v ní bylo uvolněné, vzpružil to, co bylo slabé, a vůbec změnil celý jeho způsob života. Vždyť zpočátku se netajil tím, že pije, rád miluje a hoduje, střídavě si dopřává královských radovánek a odpočinku a podle chuti užívá mládí a císařské moci. Ale od té doby, kdy známý Skleros, pak zase Fokas a znovu Skleros i další sahali po císařské moci a povstávali proti němu z obou stran, na plné plachty unikl rozmařilému životu a celou duší se ponořil do vážné práce. Dolehl zejména na lidi z vlastního okolí, kteří na sebe strhli moc, a především jejich rod se snažil zahubit. | “ |
| — Michael Psellos | |   |

#### Tažení do Bulharska, porážka u Trajánovy brány
Po první občanské válce zaměřil Basileios II. svou pozornost jen ke správě státu a k výkonu moci. Císař začal systematicky přebírat moc. Tyto snahy ovšem narážely na odpor všemocného eunucha Basileia, který nechtěl být ve výkonu své moci kontrolován a omezován. Parakoimomenos se rostoucí moci mladého císaře zřejmě obával čím dál více, neboť se proti němu záhy pokusil zosnovat spiknutí. Basileios II. však odpověděl rázným úderem, což se ukázalo být příznačné pro celou jeho vládu, a znenadání nechal parakoimomena zatknout.
| „                 | Nechtěl také už ponechávat pobočníkovi Basileiovi řízení státních záležitostí, ale choval se k němu nepřátelsky a všemožně mu dával najevo svou nenávist a odvracel se od něho. | “ |
| — Michael Psellos | |   |

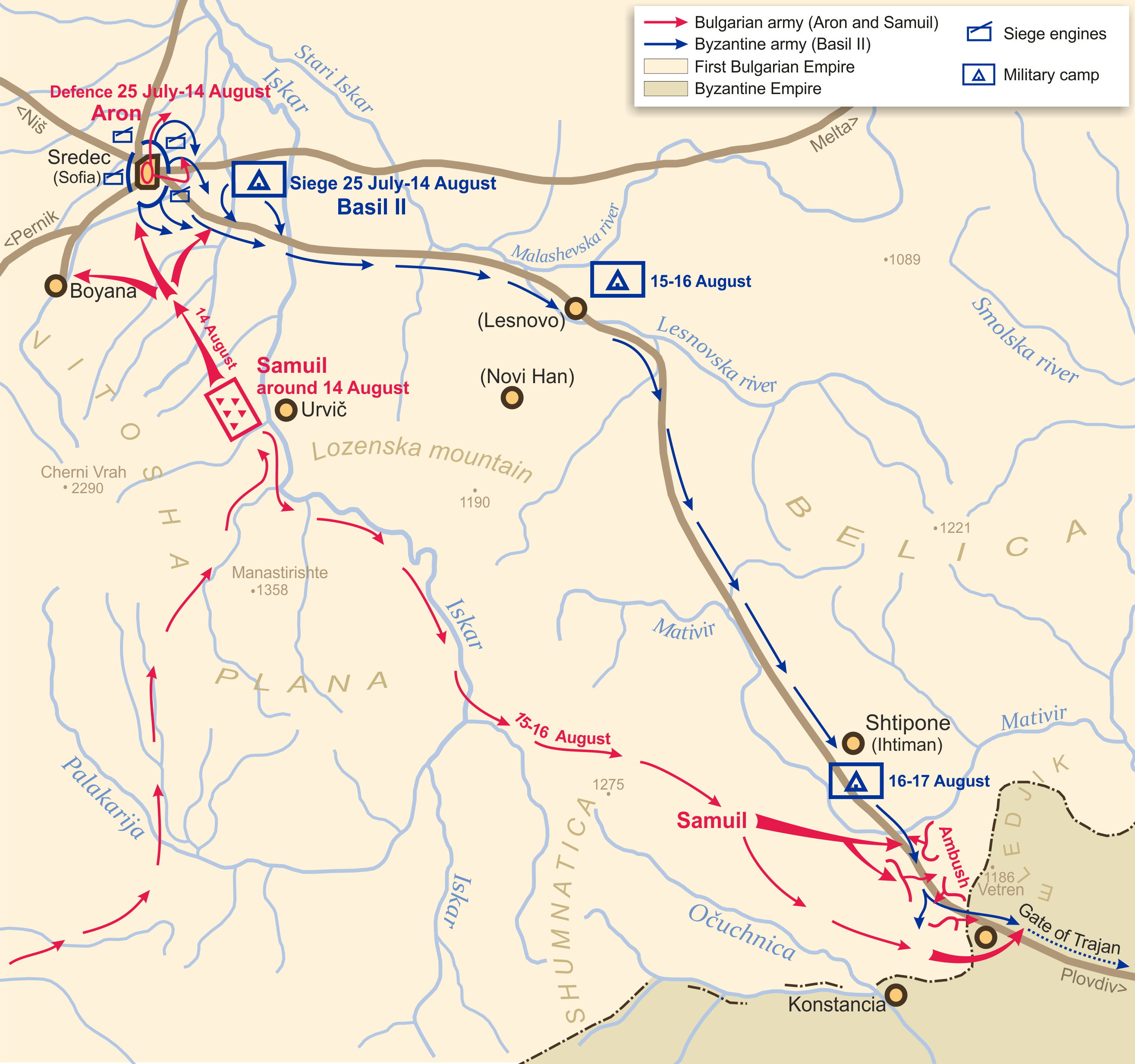
Plán bitvy u Trajánovy brány

Eunuch byl zbaven veškerého majetku a poslán do vyhnanství. Eunuch, který byl po desítky let nejmocnějším mužem v říši a který oplýval obrovským bohatstvím, byl náhle zcela zlomen, utrpěl šok a za několik dní zemřel. Jako příčinu sesazení komorníka císař uvedl zpronevěru státního majetku a korupci. Když byla provedena konfiskace eunuchova majetku, byl prý sám císař ohromen tím, jak ohromné jmění ministr využíváním svého úřadu na úkor státu nahromadil. Existovalo podezření, že na spiknutí proti císaři se podílel i Bardas Fokas anebo o něm aspoň věděl. Proti mocnému veliteli se však Basileios ještě neodvážil zasáhnout tak rázně, jako proti komorníkovi. Proto Foku jmenoval duxem (správcem) Antiochie a pod touto záminkou jej zbavil titulu megas domestika a vrchního velení nad vojskem.
Po odsunutí Bardy Foka se Basileios rozhodl sám postavit do čela vojska, aby svým poddaným ukázal, že je sám schopným velitelem. Svou první vojenskou výpravu císař vedl proti Bulharům, kteří Byzanc připravili o kontrolu nad životně důležitými podunajskými provinciemi. Císař Jan Tzimiskes část Bulharska dobyl a dokonce zajal bulharskou carskou rodinu a internoval ji v Konstantinopoli. Velká část Bulharska se však i nadále nacházela mimo faktickou kontrolu Byzance, především pak oblast Makedonie. Zde se zmocnili vlády tzv. komitopulové, čtyři bratři, kteří neuznávali byzantskou moc. Nakonec přežil jen Samuel, nejmladší z bratrů. Během nepokojů v Byzanci uprchli car Boris II. a jeho bratr Roman z Konstantinopole na území pod vládou komitopulů. Car Boris byl na hranicích zavražděn, údajně omylem. Nicméně Roman I. byl posléze prohlášen za cara. Vládu však vykonával pouze formálně a skutečnou moc měl v rukách Samuel. V té době již Samuel ovládal celé západní Bulharsko, Makedonii a svou vládu rozšířil i do Epiru a Albánie. Samuelovým cílem bylo obnovit velmocenské postavení bulharské říše a ovládnout všechna ztracená území, využil tedy občanské války v Byzanci a v letech a od roku 977 vedl tažení proti Byzanci. Boje probíhaly především v Epiru a severní Thesálii v okolí Larisy. Bulharským vpádům dokázala odolat jen silně opevněná města, venkov byl však krutě drancován a roku 985 se Samuel zmocnil Larisy.
Basileiova první výprava proti Bulharům skončila naprostou pohromou. Strategicky byla plánována dobře. Císař se rozhodl proniknout Samuelovi do zad a opanovat Serdiku, která tvořila křižovatku strategicky důležitých i obchodních cest. V důsledku špatné koordinace byzantských velitelů však nemělo obléhání úspěch a díky nedostatku zásob musel Basileios zahájit ústup. Při pochodu zpět na byzantské území byla císařská armáda zaskočena v průsmyku a drtivě poražena 17. srpna 986 v bitvě u Trajánovy brány. Byzantské vojsko bylo zcela rozdrceno a do rukou Bulharů padlo i císařské vozatajstvo s pokladem. Samotnému Basileiovi se jen s námahou podařilo uprchnout v doprovodu několika málo důstojníků a vojáků do Thrákie. Basileiovi porážka vzbudila v Byzanci velké pobouření a představitelé vojenské aristokracie v ní spatřovali důkaz naprosté neschopnosti mladého císaře. Porážka u Trajánovy brány přímo podnítila výbuch nové občanské války v říši.

#### Druhá občanská válka, Fokova vzpoura

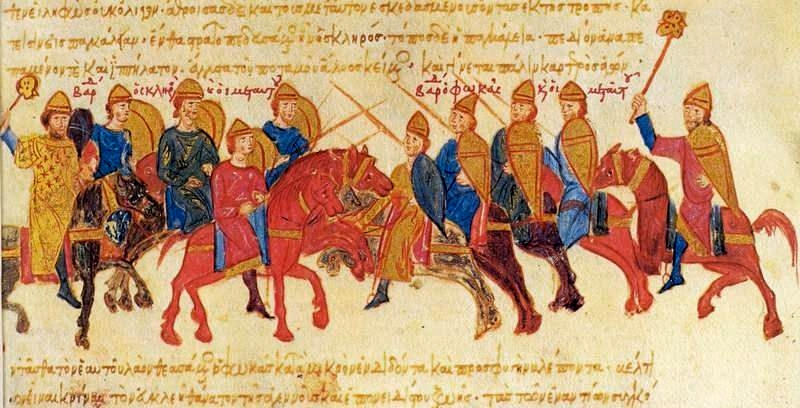
Znázornění bitvy mezi Fokou a Sklerem

Basileiova porážka v Bulharsku se stala rozbuškou nové občanské války. Maloasijská aristokracie byla pobouřena tím, že Basileios odvolal zkušeného Bardu Foku a sám se postavil do čela vojska, přičemž utrpěl porážku. Bardas Skleros využil zmatků v říši a přesvědčil chalífu, aby jej propustil a poskytl mu podporu. Takto posílen se Bardas Skleros vydal zpět na byzantské území a v Melitene se prohlásil císařem. Basileios nebral hrozbu ze strany uzurpátora na lehkou váhu. Jeho vojsko však při boji s Bulhary utrpělo ničivé ztráty a slabé síly, které mu zbyly, byly zaměstnány boji s Bulhary, kteří zahájili ofenzivu. V kritické situaci se císař obrátil na Bardu Foku a znovu jej jmenoval megas domestikem. Uražený Fokas, ale odmítl císaři poslušnost a uchýlil se na maloasijské statky svého přítele Eustathia Maleina, kam svolal své přívržence. V srpnu 987 se zde Bardas Fokas nechal svými následovníky provolat císařem. Fokas se poté obrátil na Sklera a nabídl mu, aby spojili své síly a společně svrhli Basileia a vládli jako spolucísaři. Skleros na tuto nabídku přistoupil, netušíc, že se ze strany Foka jedná o léčku. Ten pak Sklera zrádně přepadl, zajal a uvěznil.
Takto zajištěn, vytáhl Fokas proti Konstantinopoli a na začátku jara 988 stanula větší část jeho vojska u Chrysopole na asijském břehu Bosporu. Zatímco většina jeho armády se tak ocitla přímo naproti hlavnímu městu, sám Fokas se s vybranými oddíly utábořil u Abydu, jedním z mála měst, které zůstávalo v Basileiově moci v Asii. Císař se ocitl v zoufalém postavení. Mohl se sice spolehnout na loajalitu konstantinopolského lidu, ale jediná síla, která mu zbyla, byla císařská garda. Na severní hranici navíc stupňovali útoky Bulhaři. Navíc Fokovi poskytl vojenskou podporu David III. jeden z gruzínských knížat.

#### Spojenectví s Rusí a vítězství nad uzurpátory
V kritické situaci se Basileios obrátil na Vladimíra I., vládce Kyjevské Rusi. Podle smlouvy z roku 971, kterou s Rusy uzavřel Jan I. Tzimiskes, byl ruský panovník v případě potřeby povinen poskytnout císaři vojenskou pomoc. Roku 987 tak Basileios vyslal do Kyjeva posly s žádostí o poskytnutí vojenských oddílů. Kníže Vladimír vyjádřil ochotu poslat císaři svůj oddíl obávaných varjažských bojovníků, nicméně požadoval za to ruku „v purpuru zrozené“ princezny. Vladimírův požadavek byl z říšského hlediska nehorázný, neboť případný sňatek ohrožoval nárok byzantských císařů na jejich výlučné nadřazené postavení nad ostatními panovníky a nadto byl Vladimír pohan. Za daných okolností však Basileiovi nezbývala jiná možnost, než s požadavkem knížete Vladimíra souhlasit. Nicméně císař si stanovil vlastní podmínku a to tu, že se Vladimír musí nechat pokřtít a zapudit všechny ostatní manželky a konkubíny (podle tradice měl Vladimír čtyři manželky a na osm set souložnic). V létě, nebo na podzim 988 pak do Konstantinopole dorazily po Černém moři ruské lodě s šesti tisíci normanskými bojovníky, kteří už zůstali natrvalo v Konstantinopoli a stali se jádrem proslulé varjažské gardy byzantských císařů.
S příchodem Varjagů došlo k obratu situace. Basileios nejdříve porazil a zcela zničil Fokovo vojsko u Chrysopole, které tábořilo naproti Konstantinopoli. Následně vytáhl v čele svých oddílů proti uzurpátorovi, jehož síly doplněné o iberské spojence nebylo radno podceňovat. Obě vojska svedly 13. dubna 989 bitvu u Abydu. Ještě však než se bitva vůbec stačila rozvinout, Fokas náhled před zraky svého vojska upadl z koně mrtev k zemi, pravděpodobně raněn mrtvicí, nebo postižen infarktem. Po této události se bitva změnila v masakr vzbouřeneckých sil a Basileios se zbavil nejvážnějšího nebezpečí, ohrožujícího jeho vládu. Stále tu však byl Bardas Skleros, který se po Fokově smrti osvobodil ze svého zajetí a začal kolem sebe opětovně shromažďovat své přívržence. Císař nechtěl riskovat další občanskou válku a stárnoucí Skleros, který se potýkal se zdravotními obtížemi, kdy téměř oslepl, neměl už valný zájem pokračovat v boji. Mezi oběma muži tak došlo ke smíru a Basileios uznal Sklera za svého spolucísaře. Skleros však neměl fakticky žádnou moc a svá poslední léta dožil v přepychovém ústraní. Basileios se tak v roce 989 stal skutečně nezpochybnitelným vládcem a pánem říše. Poté, co rozprášil povstalce a konsolidoval svou moc, zaměřil se císař na nepřátele, kteří ohrožovali Byzanc zvenčí. V roce 990 vyslal vojenskou výpravu proti gruzínskému knížeti Davidovi III. který během občanské války poskytl pomoc Fokovi. Císař se tedy rozhodl Davida potrestat a vynutit si jeho poslušnost. Oba panovníci pak uzavřeli mír a dohodli se, že David bude až do své smrti vládnout jako nezávislý panovník. Po jeho smrti však mělo jeho knížectví připadnout císaři.
Přestože Varjagové výrazně přispěli k porážce povstalců, Basileios se podle některých pramenů neměl k tomu, aby svou sestru poslal do Rusi. Proto se Vladimír rozhodl k demonstraci své moci a sňatek si vynutit válkou. V letech 989 až 990 vtrhl Vladimír na Krym, kde dobyl město Chersonésos a jiné byzantské byzantské državy a sňatek si tak vynutil. Podle jiných pramenů však byla Vladimírova expedice součástí dohody s císařem, jelikož Chersonésos se v občanské válce postavil na stranu Foky. Město se vzdalo Vladimírovým silám a ten jej pak předal císaři.
Datum křtu knížete Vladimíra a stejně tak jeho sňatku s princeznou Annou, císařovou sestrou, není přesně známo. Pravděpodobné je, že ke křtu i sňatku došlo během roku 988. Vladimír se snad nechal pokřtít v lednu 988. Princezna Anna se poté vypravila s početným a vznešeným doprovodem do Kyjeva, kde se na začátku léta 988 konala svatba. Na Vladimírův rozkaz došlo poté k hromadnému křtu kyjevského obyvatelstva v Dněpru a došlo také ke zničení pohanských model. Christianizace Rusi z Byzance měla pro budoucí ruské dějiny zásadní význam. Kyjevská Rus se dostala do sféry byzantského kulturního a náboženského vlivu a po pádu Konstantinopole se Rusové považovali za nástupce říše.

### Basileiovy války

#### Bulharská expanze
| „                 | Tažení proti barbarům (Basileios II.) nepodnikal tak, jak to zpravidla činí většina panovníků, kteří zahajují tažení uprostřed jara a vracejí se z něho koncem léta. Pro Basileia bylo okamžikem návratu jen dosažení cíle, který byl příčinou tažení. Vzdoroval nejkrutějšímu mrazu i žhavému vedru, a kdykoli měl žízeň, nehledal hned pramen, ale snášel tělesné útrapy, jako by byl z tvrdé oceli... | “ |
| — Michael Psellos | |   |

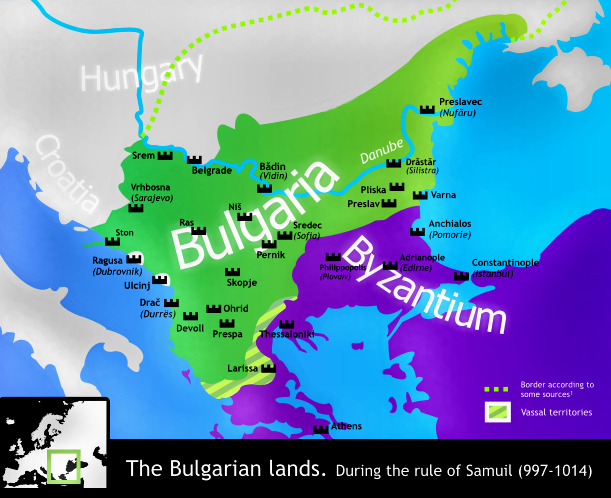
Rozsah bulharské říše za vlády Samuela I.

Občanské války v Byzance dokonale využili Bulhaři. Velitel bulharského vojska Samuel se zmocnil města Berrhoie, které bylo klíčovým opěrným bodem a branou do vlastního Řecka i možné nástupiště k útoku na Soluň. Posléze se Samuel zmocnil i jižního dalmatského pobřeží a některých částí Albánie, včetně strategicky důležitého přístavu Dyrrhachion při Jaderském moři, který měl funkci výchozího bodu pro námořní spojení s byzantskými državami v Itálii. Bulhaři v té době fakticky ovládli přibližně dvě třetiny balkánského poloostrova a Řecko bylo otevřeno jejich nájezdům. Jakmile se Basileios vypořádal s vnitřní opozicí, vypravil se v roce 991 v čele vojska osobně proti Bulharům. Ve stejném roce byl také zajat car Roman a znovu odveden do Konstantinopole, kde v roce 997 zemřel. Po carově smrti se Samuel, který již stejně fakticky Bulharům vládl, prohlásil carem všech Bulharů a stal se tak panovníkem i formálně.
Basileios zvolil proti Bulharům taktiku vedení soustavné války, se svými vojsky vtrhl do Makedonie a po čtyři roky soustavně vytlačoval Bulhary z jejich pozic. Zpětným dobytím Berrhoie zajistil bezpečnost Thessaloniky a poté soustavně dobýval jednu bulharskou pozici za druhou. Poučen porážkou z roku 986 se Basileios nesnažil o uskutečnění jedné velké a rozhodné bitvy, ale namísto toho vedl soustavnou válku a pomalým postupem usiloval o dobytí nepřátelských měst a vyčerpání nepřítele. Události na východní hranici v roce 996 odvolaly císaře z bulharského bojiště, čehož Samuel okamžitě využil k dalším výbojům.

#### Tažení do Sýrie

Mapa byzantsko-arabského pohraničního pásma

Císařův předchůdce Jan I. Tzimiskes dosáhl velkých územních zisků na východě, především v Sýrii a Palestine. Během rozbrojů v Byzanci na počátku Basileiovy samostatné vlády však byly územní zisky v Palestině ztraceny. Naproti tomu si Byzantinci pevně udrželi svou moc v přímořské části severní Sýrie s městem Antiochií jako centrem. Se Sýrií přímo sousedil emirát v Aleppu, který byl vazalem říše pod její ochranou a svrchovaností. Byzantské pozice v oblasti však vážně ohrožovali Fátimovci, muslimská dynastie s centrem své moci v Egyptě. Koncem roku 994 Fátimovci ohrožovali samotné Aleppo a v bitvě porazili byzantskou posádku z Antiochie pod vedením velitele Michaela Burtza. Císař, který právě přezimoval se svým vojskem v Bulharsku, projevil rozhodnost a schopnost okamžité energické akce, jež pro něj byla příznačná. S vybranými oddíly se vydal okamžitě na pochod a vzdálenost téměř tisíc kilometrů ze severozápadní hranice říše až na její nejzazší jihovýchod urazil za pouhých dvacet šest dní. Arabská vojska byla náhlým příchodem císaře a jeho armády zcela zaskočena a ustoupila zpět do Damašku. Basileios poté vytáhl na jih a zpustošil některá syrská města, mezi jinými i Emessu. Nicméně Tripolis se mu dobýt nepodařilo. Přesto císař tažením, které netrvalo déle než půl roku zabezpečil v roce 995 byzantskou vládu ve východních provinciích a demonstrací moci odstrašil na čas Fátimovce.

#### Válka s Fátimovci a tažení do Gruzie
Druhé tažení do Sýrie musel Basileios podniknout v roce 999, kdy Fátimovci opětovně ohrožovali byzantské državy a především Antiochii. Basilieos podnikl obdobnou výpravu, jako v roce 995 a během tažení na přelomu let 999 a 1000 opětovně zpustošil některá arabská města a zastrašil Fátimovce. Roku 1001 pak chalífa sídlící v Egyptě uzavřel s Byzancí mírovou smlouvou, ve které se obě strany dohodly na desetiletém příměří a statutu quo v oblasti.
Basileios se poté se svou armádou stáhl do Tarsu, aby zde přezimoval. Zde ho začátkem roku 1000 zastihla zpráva o tom, že byl gruzínský kníže David III. zavražděn. Dle dohody uzavřené v předcházejících letech měla Byzanc po Davidovi zdědit knížectví Tao. Císař proto z Tarsu, kde s jeho armádou byla i obávaná varjažská garda, vytáhl okamžitě na sever do Gruzie, aby uplatnil své nároky. Císařská vojska se srazila v bitvě na řece Phasis s vojskem gruzínských a arménských knížat v jehož čele stál gruzínský král Bagrat III. Po bitvě, v níž se projevila převaha byzantského vojska, bylo dosaženo mírové smlouvy. Smlouva byla obdobná, jako ta, kterou Byzantinci už dříve uzavřeli s knížetem Davidem III. Knížectví Tao bylo přičleněno k říši. Bagrat byl naproti tomu uznán samostatným panovníkem a obdarován čestným titulem kuropalates, ovšem s tím, že po jeho smrti připadne knížectví Vaspurakan ležící na východ od jezera Van Byzanci.

#### Dobytí Bulharska

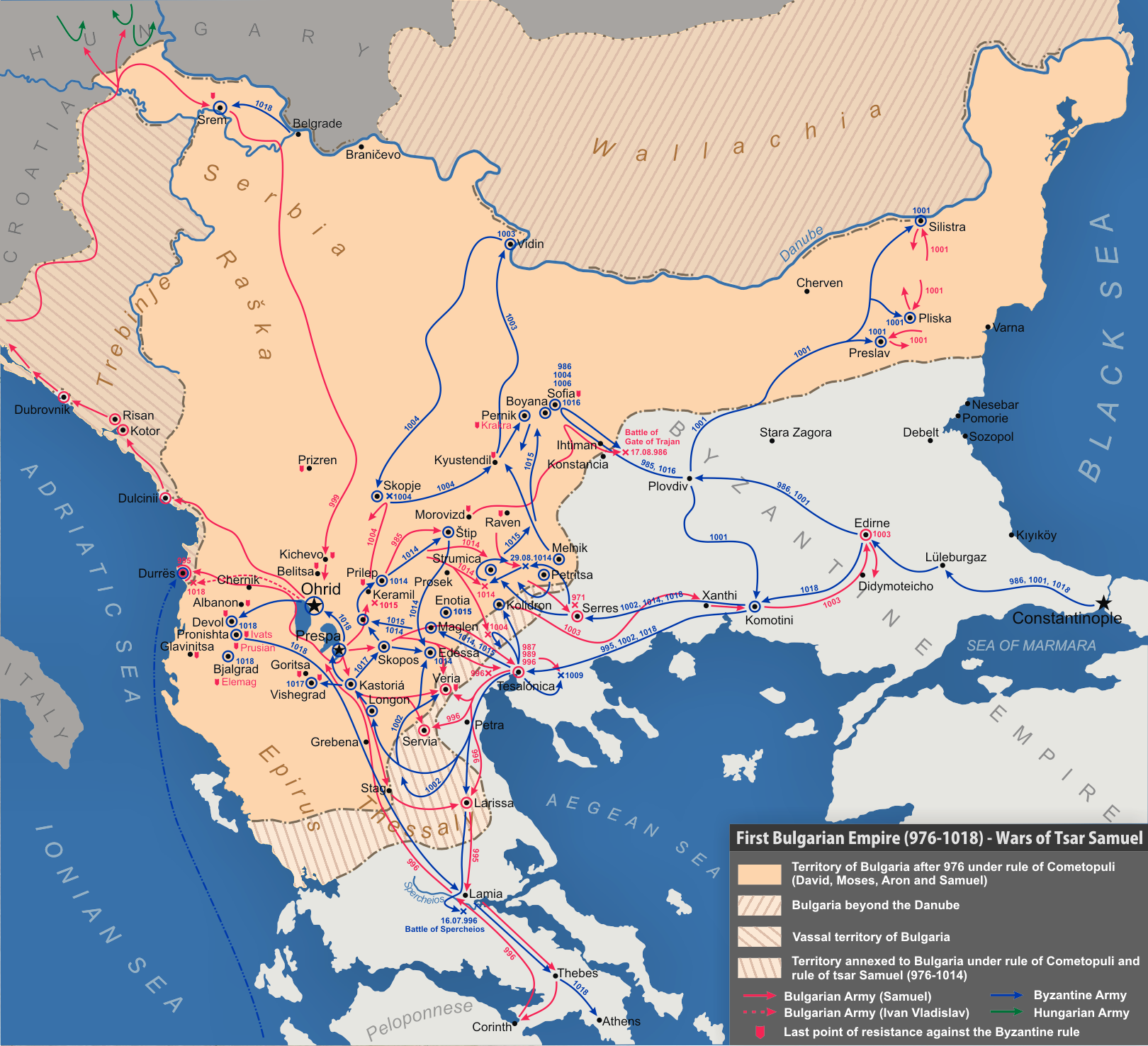
Vojenské kampaně, během byzantského dobytí Bulharska

Hlavním cílem Basileiovy zahraniční politiky, který zřejmě bral i za své osobní životní poslání, bylo zničení bulharského státu a naprosté podrobení Bulharů byzantské moci. Tento cíl sledoval s usilovnou urputností po třicet let a uskutečnil jej s bezohledným využitím všech mocenských prostředků. Jeho tvrdost, doprovázená projevy krutosti, mu vynesla přízvisko Bulgaroktonos (Bulharobijce), s níž vešel – obáván i nenáviděn – do dějin. Samuel využil císařovy zaneprázdněnosti boji proti Arabům a v roce 997 podnikl velké tažení do Řecka, při němž pronikl až zcela na jih ke Korintskému zálivu. Při cestě zpět bylo Samuelovo vojsko přepadeno a poraženo poblíž Thermopyl byzantským vojskem pod velením velitele Nikefora Urana. Sám Samuel utrpěl v bitvě zranění a byl nucen uprchnout do Thesálie. Samuelovu bojovou sílu však tento dílčí nezdar zásadně neoslabil. Naopak v následujících letech se mu podařilo znovu dobýt Dyrrhachion a zmocnit se srbských knížectví Duklja, Rašky a Zety. Dukljanský kníže Jan Vladimír byl zajat a v zajetí uznal Samuelovu svrchovanost, oženil se s jeho dcerou a vládl pak jako bulharský vazal. Na základě těchto úspěchů se Samuel v roce 997 prohlásil carem. Samuelovy úspěchy v boji proti Byzanci tak byly zpočátku velké, Bulharsko se opět stalo velmocí, ale nikoliv trvalé.
Po uzavření míru s Fátimovci a vyřešení poměrů v Gruzii se Basileios v roce 1001 vrátil z východního tažení a okamžitě obnovil válku s Bulhary, kterou od té doby vedl důsledně a nepřetržitě až do konečného zničení bulharského státu. Císař nejdříve vytáhl proti Serdice a jejím dobytím odřízl Samuela od severovýchodních území, která s centry Pliskou a Preslaví tvořila ústřední oblasti původní bulharské říše. Úkol ovládnout tato území přenechal Basileios svým velitelům a sám se obrátil do Makedonie. Berrhoia se mu poddala dobrovolně, prudkými útoky se však zmocnil měst Servie a Vodeny. Odtud zamířil na sever k Dunaji, kde oblehl důležitou pohraniční pevnost Vidin. Obléhání Vidinu se protáhlo na plných osm měsíců a i přes Samuelův výpad proti Adrianopoli, kterým chtěl Basileia odlákat, se císaři podařilo město dobýt a pobít bulharskou posádku. K velké bitvě mezi oběma císaři došlo v polovině roku 1004. Tehdy Basileios vytáhl s vojskem do Makedonie a na řece Vardar se mu Samuel postavil do cesty s celou svou armádou. Bitva u Skopje skončila naprostou porážkou Bulharů. Jen málo Bulharům se podařilo uniknout a většina Samuelovy armády byla pobita. Město Skopje po této bitvě otevřelo Basileiovi brány.
Vítězství u Skopje přineslo obrat ve vývoji celé války ve prospěch Byzance. Během necelých čtyř let ztratil Samuel přibližně polovinu území, východní část jeho říše byla, až na malé odříznuté enklávy, zcela v byzantské moci. Opanováním Skopje a Vodeny sevřeli Byzantinci zbývající Samuelovo území do kleští. Tento úspěch byl završen v roce 1005, kdy do byzantských rukou padl zpět přístav Dyrrhachion a Samuel byl tak odříznut od přístupu k moři. V následujících letech Basileios systematicky pokračoval v dobývání bulharského území, což bylo doprovázeno nelítostným ničením a pleněním. Císař nedopřál Bulharům ani chvíle oddychu. Válečné akce se neomezovaly jen na letní období, ale docházelo k nim i v zimě, kdy bulharští rolníci a pastýři opouštěli se svými stády horské stráně a shromažďovali se ve vesnicích v údolích, takže ničení a loupení nepřátelského majetku a i lidí bylo snazší a úplnější.

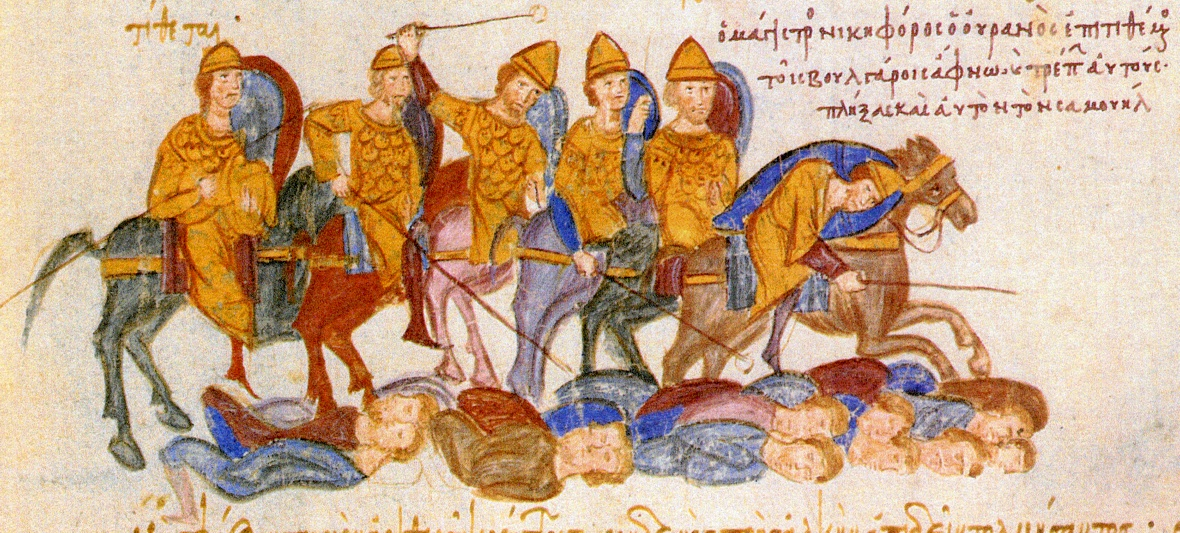
Vítězství Byzantinců v bitvě u Kleidionu

V roce 1014 došlo k rozhodující bitvě u Kleidionu. Basileios vytáhl proti Bulharům od severu a postupoval údolím Strymonu mezi hřebeny Ogražden a Belasica. Samuel se se svým vojskem opevnil v horské soutěsce Kleidion, ale Basileiovi se – snad pomoc zrady – podařilo obklíčit ho a následující bitva znamenala naprosté zničení bulharské armády. Carovi se sice podařilo s několika lidmi uniknout, jinak však byli Bulhaři poboti, nebo zajati. Celkem bylo prý zajato na 14 000 Bulharů a tu se Basileios rozhodl k činu, který představoval vyvrcholení jeho krutosti vůči Bulharům a plně odůvodnil jeho přezdívku Bulgaroktonos. Všechny zajatce dal oslepit a vždy jednomu ze sta ponechal jedno oko, aby mohl být setnině svých druhů vůdcem. A takto zmrzačené bulharské bojovníky, kteří už se nikdy nemohli stát pro Byzanc hrozbou, poslal pod vedením jejich jednookých druhů nazpět k jejich caru. Když Samuel hrůzný průvod spatřil, byl raněn mrtvicí 6. října 1014 zemřel.
Po Samuelově smrti trvala válka s Bulhary další čtyři roky. V Bulharsku došlo k vnitřním rozporům a odpor byl tak sporadický a neorganizovaný. Byzantský císař bulharský odpor nelítostně a systematicky ničil; už jeho jméno nahánělo hrůzu a při pohledu na císařské standardy zahazovali někteří bulharští vojáci zbraně a prchali. Po Samuelově smrti se ujal vlády jeho syn Gabriel Radomír, který se snažil s Basileiem uzavřít mír, císař to však striktně odmítl a ještě v roce 1014 obsadil přes velký odpor Prilep a Štip. Dlouholetá válka a byzantský postup vyvolávaly mezi bojary poraženeckou náladu a snahu ukončit válku za každou cenu. V roce 1015 byl Gabriel Radomír zavražděn a vlády nad zbytky Bulharska se zmocnil Ivan Vladislav. Nový car opětovně nabídl Byzanci mír, avšak císař jej opět odmítl, jeho cílem bylo úplně zničení Bulharska. Ivan Vladislav v té době ovládal jen již části Albánie a Makedonie, přesto se však nevzdával a zaútočil na jaře 1018 Dyrrhachion. Během obléhání však car padl a po jeho smrti se bulharský odpor zhroutil. Vyčerpaní Bulhaři vyslali k císaři poselstvo s žádostí o mír a zcela se mu podrobili. V roce 1018 tak Bulharsko přestalo jako samostatný stát existovat a bylo opětovně začleněno do byzantské říše jako provincie. V roce 1019 vstoupil Basileios II. do někdejšího Samuelova sídelního města Ochridu jako nepopiratelný vládce země, byzantský císař se opět po řadě staletí stal vládcem takřka celého Balkánu a severní hranici říše opět tvořila řeka Dunaj. Po vítězství nad Bulhary uspořádal Basileios triumfální tažení do Konstantinopole, při kterém protáhl celým Řeckem a své tažení vyvrcholil slavnostními bohoslužbami v Athénách, kde v Parthenónu na Akropoli vzdal Bohorodičce dík za to, že říše opětovně obnovila svou vládu nad ztracenými provinciemi. Do Konstantinopole pak triumfálně vstoupil v roce 1019.

#### Třetí východní tažení

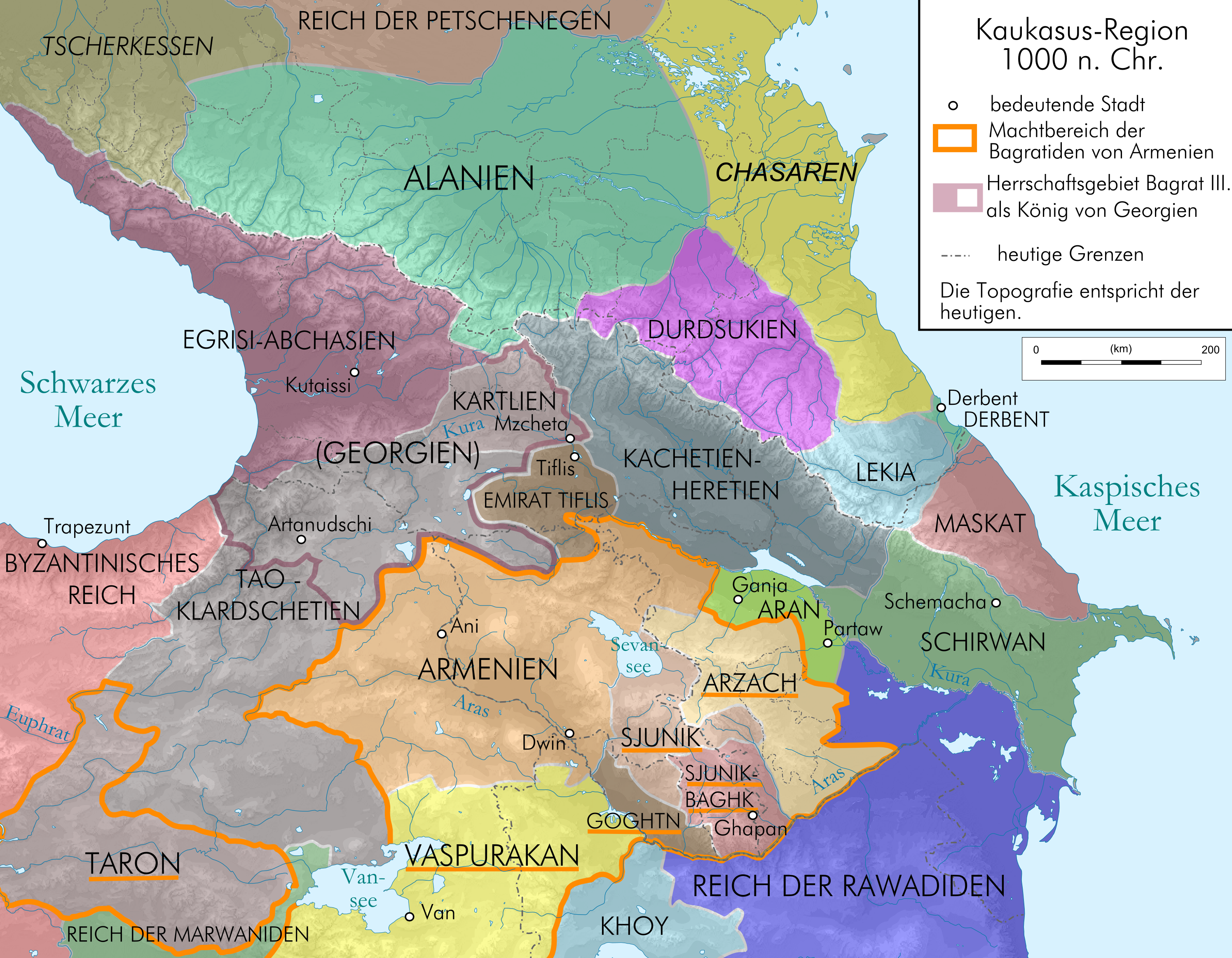
Východní hranice Byzance, arménská a gruzínská knížectví okolo roku 1000

V roce 1021 podnikl císař třetí a poslední tažení na východ. Syn gruzínského krále Bagrata III. Georgios porušil po jeho smrti v roce 1014 smlouvu s Byzancí a zaútočil na knížectví Tao, které teprve nedávno Byzanci připadlo. Basileios II. který byl v té době zaměstnán válkou s Bulhary nechal tyto akce bez větší pozornosti a teprve po konečné porážce Bulharů, když se jeho síly zcela uvolnily, vypravil se znovu, v podstatě už naposledy, osobně na východ. Císař Georgia porazil v bitvě u Svindaxu a poté si podrobil odbojná arménská a gruzínská knížectví pod svou vládu, opanoval Vaspurakan a uzavřel smlouvu s králem arménského území Ani Ioannem Sembatem, že po jeho smrti připadne jeho země Byzanci. Basileiovým vítězstvím se postavení Byzance v Asii upevnilo a byzantské panství sahalo znovu až po řeku Eufrat. Na východě byla vytvořená nová themata, která vytvořila hráz bránící ústřední oblasti říše. Západní Arménie byla zorganizována v thema Iberii a Vaspurakan v thema Vasprakanii.

### Vnitřní politika
Basilieos nikdy nezapomenul na příkoří, která mu v mládí působili mocní pozemkoví magnáti a úředníci z Konstantinopole. Bylo to zřejmě zkušenosti z mládí a četné uzurpace, které vedly k tomu, že císař po celou svou vládu vystupoval proti vojenské aristokracii nikoliv jen jako proti jednotlivcům, ale také jako vůči celé společenské třídě. Basileios ze dne na den zbavil moci a veškerého majetku eunucha Basileia Lakapena, nebyl to však ojedinělý případ. Podobně byl zbaven všeho majetku protovestiarios Filokales. V obou případech se jednalo o příslušníky vysoké byrokracie, jejichž postavení bylo přímo závislé na císaři. Podobně drasticky se však Basileios II. zasazoval i proti maloasijským magnátům. Když se císař vracel v roce 995 z východního tažení, zastavil se na statcích Eustathia Maleina, na jehož pozemcích se kdysi za císaře prohlásil v roce 987 Bardas Fokas císařem. Basileios zde na vlastní oči spatřil v jakém přepychu Maleinos žije a jak rozsáhlé jeho statky jsou a kolik služebnictva a paroiků šlechtice obklopuje. Basileios si uvědomil, jak velkou hrozbou tak mocní šlechtici jsou pro císařskou moc. Poučen z minulosti, pozval po návratu do Konstantinopole Maleina s celou rodinou do hlavního města a tam ho až do smrti držel v čestné vazbě, zatímco jeho statky byly zkonfiskovány ve prospěch koruny. Podobně drasticky Basilieos okleštil i državy rodu Foků a bohatá rodina Musele byla přivedena prakticky na mizinu.

Správní uspořádání říše v roce 1025

Své zásahy proti mocným statkářům podepřel císař i svými nově vydanými zemědělskými zákony, jimiž navázal na zákonodárné dílo svých předchůdců na trůně, především Romana I. Lakapena a Konstantina VII. 1. ledna 996 vydal zákon, jímž zrušil dříve vydané zákony, podle nichž 40 let nepřetržité držby pozemků, proti níž nebyly vzneseny námitky, zakládalo právo na jejich plné vlastnictví. Basileios vycházel ze skutečnosti, že pro mnohé statkáře nebylo nijak obtížné zamezit žádostem o vrácení půdy, jíž se zmocnili, ať už hrubou mocí, zneužitím své úřední pravomoci, podplácením či hospodářským vydíráním. V Byzanci tou dobou bylo běžné, že statky přecházeli z otce na syna, aniž by jejich uživatelé měli na tyto pozemky platný právní titul. Novými zákony Basileios prodloužil promlčecí lhůtu u vlastnického práva u těch pozemků, které jejich uživatelé drželi 75 let a mohli se prokázat platnými listinami prokazujícími legálnost jejich nabytí. Všechny ostatní pozemky měly být bez náhrady vráceny původním majitelům. Toto ustanovení se však týkalo pouze soukromého vlastnictví.
Pokud šlo o půdu, která patřila kdysi státu, nebyla stanovena žádná lhůta promlčení nároků, popřípadě byla rozšířena na celou dobu trvání římského císařství a od uživatelů těchto pozemků se vyžadovalo, aby se prokázali platným titulem z doby císaře Augusta. Platnost všech listin vydaných císařskými úřady, které potvrzovaly pozemkové donace, byla odvolána a veškeré výnosy učiněné za úřadování eunucha Basileia Lakapena byly prohlášeny za neplatné, pokud je nepotvrdil sám císař. Tyto zákony byly po následujících třicet let uplatňovány s krajní přísností a těžce postihly řadu aristokratických rodin. Ještě větší břemeno pro aristokracii znamenal zákon o kolektivní odpovědnosti za placení daní, který Basileios vydal na přelomu roku 1003/1004 ve prospěch vesnických pospolitostí. Daň z pozemků ležících ladem, které jejich vlastníci opustili, museli původně platit sousedé, tj. členové vesnické pospolitosti. Novým Basileiovým zákonem byli této povinnosti zbaveni „chudí“ (ptochoi) a ta byla převedena výlučně na „mocné“ (dynatoi), kteří měli své statky v okolí.
Výše uvedené zákony silně postihly i řadu církevních institucí a klášterů, jejichž pozemky zůstávaly často neobdělány a za něž jim tyto zákony s novým důrazem přikládaly daňovou odpovědnost. Císařovy zákony byly tedy namířeny stejně tak proti církevním velkostatkům jako světským a především braly v ochranu vesnické komunity, které ostatně byly základem finanční síly států. V uvedeném zákonu z roku 996 zakázal, aby si biskupové přisvojovali drobné odkazy, které zbožní jednotlivci činili ve prospěch náboženských nadací. V případech, kdy několik jednotlivců založilo kapli či modlitebnu, aby při ní trávili život a k tomu jí odkázali také své pozemky, neměla být tato instituce považována za klášter a jako taková připadnout pod majetek biskupů. I po smrti donátorů měla taková kaple zůstat ve vlastnictví vesnické pospolitosti, která nesla daňovou povinnost s tím spojenou. Teprve instituce s osmi a více mnichy byly uznány za kláštery, jejichž mění tím podléhalo pravomoci církevních, nikoliv světských autorit.
Velkou pozornost věnoval Basileios péči o armádu a vojenským statkům. V tomto ohledu byly uplatňovány zejména dva zákony vydané Janem I. Tzismiskem v letech 974 a 975, které zakazovaly, aby se stratiotové, tj. svobodní držitelé pozemků přidělných jim státem a povinní za to vojenskou službou, uchylovali na statky velkých pozemkových vlastníků, ať už světských nebo církevních a tím unikali daňové evidenci. Zákony se nařizovalo, aby takoví uprchlíci byli vyhledáni a bez ohledu na jejich vůli opět usídleni na původních statcích, kde měli povinnost zůstat. Nešlo o obnovení jejich statutu svobodných rolníků, ale stali se místo paroiků soukromých magnátů paroiky státu. Byl to výrazný krok v procesu utváření feudálních vztahů v Byzanci, které se na rozdíl od západu vyznačovaly velkou rolí centralizovaného státního aparátu a přitom závislostí zemědělského obyvatelstva na státní moci.
Nově dobyté provincie na Balkáně a na východě byly přímo začleněny do správního aparátu státu a byla tak vytvořena nová themata. Zatímco během války postupoval císař vůči Bulharům s tvrdostí a krutostí, po jejím dobytí zaujal vůči podrobené zemi shovívavé stanovisko a prováděl umírněnou politiku. Území Bulharska rozdělil do pěti provincií, ale snažil se zachovat co nejvíce domácích zvyklostí, aby poražené obyvatelstvo zbytečně nepodněcoval k povstání. Pro Bulhary bylo podstatné, že daně měli nadále platit dle jejich zvyku v naturáliích a ve stejné výši, jako tomu bylo za panování cara a nikoliv v penězích, jako tomu bylo v ostatních částech říše. Bulharsku byla ponechána také dosavadní církevní organizace. Bulharský patriarchát byl sice zrušen, ale jen pokud šlo o jeho hodnost. Byl nahrazen autokefálním (samosprávným) arcibiskupstvím, které nepodléhalo konstantinopolskému patriarchátu, ale jako autonomní církevní instituce bylo podřízeno přímo císaři.

### Zahraniční politika

Byzantská panství v Itálii za Basileiovy vlády

Basileios neposílil postavení říše jen svými válečnými úspěchy, ale ve velké míře se spoléhal také na diplomacii. Během válek s Bulhary se císař snažil získat spojenectví a podporu slovanských kmenů sídlících v týlu nepřítele. Císař tak poslal chorvatskému vládci Štěpánovi Držislavovi odznaky královské moci a udělil mu vysoký titul patrikios a jmenoval ho správcem (eparchos) dalmatských měst na pobřeží přiléhajícím k jeho území. Po smrti Štěpána Držislava došlo v Chorvatsku k rozbrojům mezi jeho syny, čehož císař využil a od roku 1008 se Chorvatsko ocitlo pod byzantskou patronací a stalo se říšským vazalem. Podobné styky navázal se srbským knížetem Janem Vladimírem v Diokleii, jehož poselstvo přicestovalo roku 992 po moři do Konstantinopole. Území Srbska se po pádu bulharské říše ocitlo pod byzantským vlivem. Území knížectví Rašky bylo začleněno přímo do Byzance jako thema, v podstatě si však srbské země i pod byzantskou svrchovaností zachovaly autonomní postavení.
Roku 992 vydal Basileios chrysobullu, která upravovala výši a způsob vybírání celních poplatků z nákladů na benátských lodích obchodujících s Konstantinopolí za podmínek pro Benátky velmi příznivých. Námořní republika se naproti tomu zavázala, že poskytne své lodi Byzanci k dispozici pro styk s jejími državami v jižní Itálii a že tak bude ve skutečnosti doplňovat její námořní sílu v Jaderském moři. Spojenectví s Benátkami bylo dále posíleno poté, co benátské loďstvo pomohlo Byzanci při vojenských akcích v jižní Itálii, poté došlo i k formálnímu zpečetění spojenectví, když dal císař nejstaršímu synovi dóžete Pietra II. Orseola Giovannimu v roce 1004 za manželku svou vzdálenou sestřenici Marii z rodu Argyrů. Roku 996 došlo k vyjednávání s vyslanci Svaté říše římské, císař Ota III. chtěl posílit svou prestiž sňatkem s byzantskou princeznou. Proto byl do Konstantinopole západním císařstvím vyslán biskup Ioannes Filagathos, aby dojednal sňatek s princeznou Zoe, dcerou císaře Konstantina VIII. a neteří Basileia II. Západní nabídka byla byzantským dvorem přijata sice s nadšením, ale vyjednávání o sňatku se nakonec protáhlo až do roku 1001, kdy došlo k zasnoubení Zoe s Otou III. Začátkem následujícího roku dorazila byzantská nevěsta se skvělým doprovodem do jihoitalského města Bari, ovšem jen aby se dozvěděla, že ke svatbě již nedojde, Ota III. zemřel na malárii krátce před tím.

### Poslední roky a smrt
V roce 1024 Byzanc přímo opanovala Dalmácii na úkor svého vazalského Chorvatského království. Poté, co si podrobil zahraniční nepřátele na Balkáně a zabezpečil východní hranici, obrátil Basileios na sklonku své vlády pozornost na Itálii. Z kdysi rozlehlých provincií v Itálii si Byzanc v době vlády Basileia II. podržela jen nepatrné državy, především v Kalábrii a Apulii. Říšská politika v Itálii se tou dobou omezovala na udržení zbývajících provincií. Pro obranu držav byli často najímáni normanští žoldnéři, což se mělo později stát osudným. V polovině roku 1025 začal Basileios chystat velkou vojenskou výpravu, jejímž cílem bylo dobýt Sicílii z moci Arabů. Zda by se tento cíl podařilo naplnit, nelze říci. Basileios II. 15. prosince 1025, ve věku 68 let zemřel. Není bez zajímavosti, že byl nejdéle vládnoucím ze všech římských císařů. Po Basileiově smrti se samostatné vlády ujal jeho mladší bratr Konstantin VIII., který do té doby žil v ústraní a pohodlí císařského dvora a na skutečné moci se nepodílel.

## Fyzický vzhled a osobnost
Basileiovu povahu zřejmě značně ovlivnila příkoří, která utrpěl během dospívání od svých poručníků, kteří ponížili jeho císařskou moc. Byzantský historik Michael Psellos nám zanechal zajímavou zmínku o proměně císařovy povahy:
| „                 | Většině našich současníků, kteří císaře Basileia osobně poznali, se císař zdál být nevlídný, drsného chování, prchlivý a tvrdohlavý, zdál se jim být člověkem suchým, který se vyhýbá jakékoliv rozmařilosti. Jak jsem se však dozvěděl u kronikářů, kteří psali o jeho době, vůbec nebyl takový hned od začátku, ale obrátil se od uvolněného a rozmařilého života k přísnému řádu, jako by tlak událostí byl zapůsobil na jeho povahu a napřímil to, co v ní bylo uvolněné, vzpružil to, co bylo slabé, a vůbec změnil celý jeho způsob života. Vždyť zpočátku se netajil tím, že pije, rád miluje a hoduje, střídavě si dopřává královských radovánek a odpočinku a podle chuti užívá mládí a císařské moci. Ale od té doby, kdy známý Skleros, pak zase Fokas a znovu Skleros i další sahali po císařské moci a povstávali proti němu z obou stran, na plné plachty unikl rozmařilému životu a celou duší se ponořil do vážné práce. Dolehl zejména na lidi z vlastního okolí, kteří na sebe strhli moc, a především jejich rod se snažil zcela vyhubit. | “ |
| — Michael Psellos | |   |

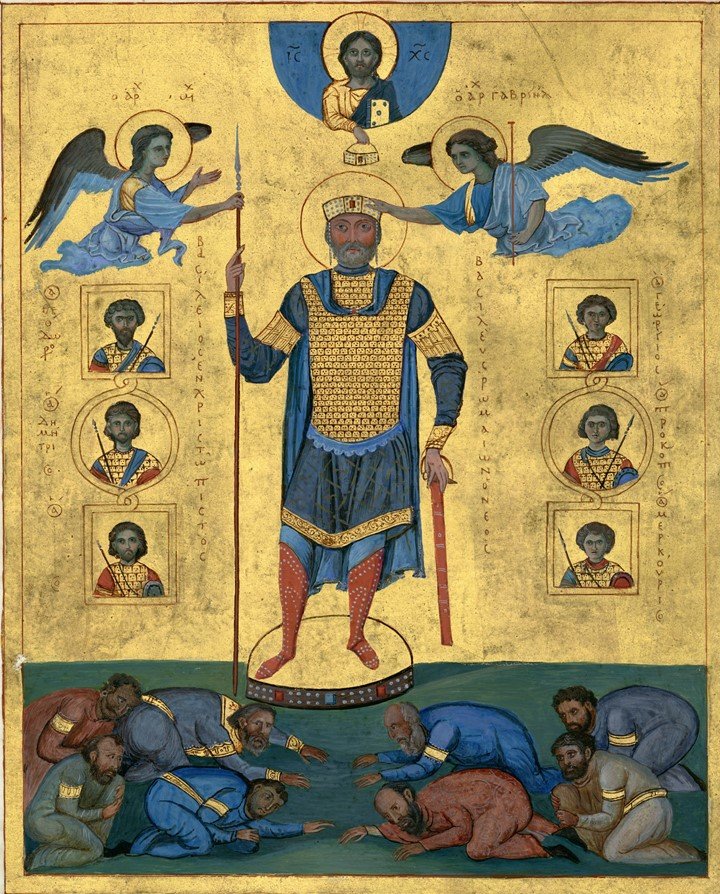
Basileios II. a podrobení nepřátelé

Někdy v době kolem povstání uzurpátorů Sklera a Foka tedy došlo podle shodného svědectví všech pramenů k podstatné proměně císařovy povahy. Zavrhl všechny rozkoše a přepych císařského dvora – vybraná jídla, skvělé oděvy, slavnosti; ženy neměly v jeho životě žádné místo, nikdy se neoženil a není známo, že by kdy měl nějaké milenky. Byl přísné, zasmušilé, podezřívavé povahy, neměl přátel, nedbal ani o vnější projevy moci, ani o jakákoliv rozptýlení. Veškerý jeho zájem se upíral jen ke správě státu a k výkonu moci. V jeho jednání a rozhodování výrazně dominovaly dva určující faktory: byla to jeho nenávist k bohaté a mocné maloasijské aristokracii a jeho přímo urputná vůle zničit bulharský stát. Michael Psellos nám zanechal také popis císařova vzhledu:
| „                 | Měl zářivě modrý jiskrný zrak, jeho obočí bylo nebylo převislé a nedodávalo mu zamračený výraz, ani nemělo rovnou linii, jako tomu bývá u žen, ale bylo zdvižené a vyjadřovalo jeho hrdost. Jeho pohled nevycházel z hloubky jako u lidí příliš vychytralých a násilných, ani nebyl těkavý jako u lidí mělké povahy, nýbrž zářil mužným leskem. Jeho obličej byl vykroužen jako podle kružítka, s rameny jej spojovala dobře stavěná šíje úměrné délky. Hrudník ani nevystupoval a nevyčníval, ale nebyl ani vpadlý a úzký, byl právě úměrný vzhledem k oběma krajnostem a i ostatní části těla s ním byly v souladu. Basileios byl poměrně podprůměrného vzrůstu, ale jeho tělo bylo souměrné a vůbec ne nahrbené. Pokud ho někdo viděl jít pěšky, mohl ho k leckomu přirovnávat, ale na koni ses ním nikdo nemohl měřit. Seděl v sedle jako přibitý, jako sochy, které v této pozici vytvořili vynikající umělci. Seděl vzpřímeně a nehnutě... | “ |
| — Michael Psellos | |   |

## Hodnocení vlády

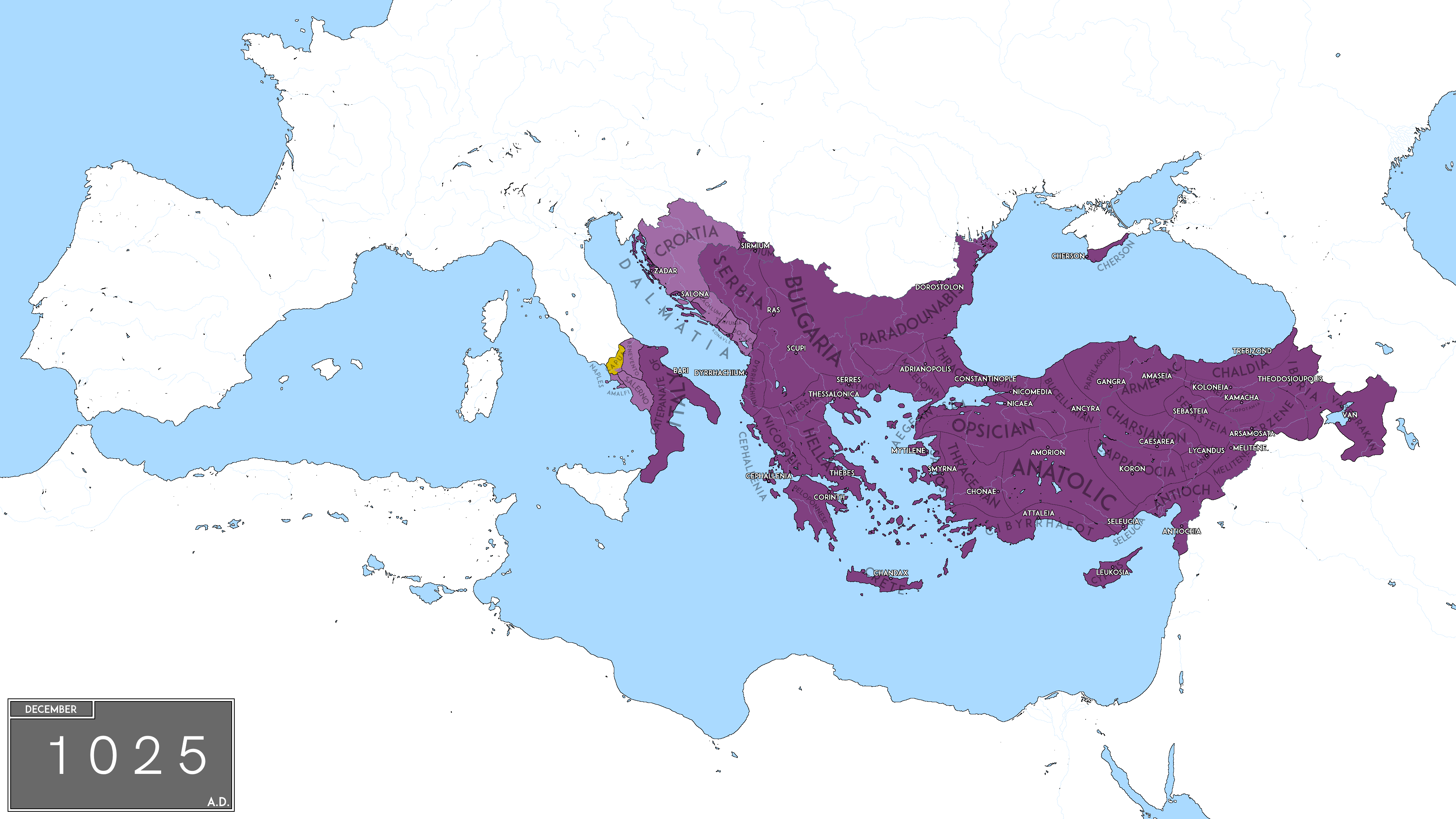
Byzantská říše v roce 1025 v době Basileiovy smrti

Michael Choniates píšící ve 13. století označil Basileia II. společně s Herakleiem za největšího z byzantských císařů. Skutečně snad ze všech byzantských císařů ztělesňoval právě Basileios II. představu naprosto absolutního vládce – svrchovaného pána nad státní správou, nad církví i armádou, který diktuje svou vůli nejen uvnitř vlastní říše, ale prosazuje i vůči jejím sousedům. Za jeho vlády se Byzantská říše opět rozpínala od Kavkazu po Dunaj. Arabská expanze byla dávno zastavena a islámští sousedé říše byli drženi v defenzivě a na východních hranicích zavládl klid. Rozsáhlé oblasti říše, po staletí ovládané Slovany, byly opět včleněny do správního aparátu říše a plně podrobeny byzantské moci. Byzantská armáda byla považována za nejmocnější ve známém světě. Uvnitř říše byla moc císaře absolutní. Státní byrokracie vykonávala přesně jeho pokyny a nejvyšší hodnostáři říše byli přímo závislí na císařově vůli. Odbojná aristokracie byla poražena a soustavně potlačována císařovým drakonickým zákonodárstvím. Basileios snížil daňové zatížení obyvatelstva a přesto byla říše bohatá a ekonomicky prosperovala více, než kdykoliv předtím. Basileios svému nástupci zanechal ve státní pokladně neuvěřitelné bohatství – 15 milionů zlatých nomismat a navíc ještě větší hodnotu v drahých kovech, klenotech a uměleckých dílech. Za Basileiovy vlády se tak skutečně dalo mluvit o zlatém věku Byzantské civilizace a říše dosáhla vrcholu své moci.
A přesto právě tato velkolepost už v sobě skrývala mnohá nebezpečí, které se měla v nedaleké budoucnosti po Basileiově smrti naplno projevit. Ukázalo se, že moc a stabilita ohromné říše byly přímo závislé na osobě silného panovníka. Moc aristokratických rodin byla sice potlačena, ale nebyla naprosto zlomena. Císař mohl konfiskovat jmění jednotlivých aristokratů, mohl některé z nich dávat zmrzačit či popravit, přesto však zůstávali císař a aristokracie na sobě ve skutečnosti závislými. V čele státu bylo zapotřebí silné osobnosti, která by udržela pod kontrolou aristokracii, rozbujelý byrokratický aparát a udržela na uzdě zahraniční nepřátele. Takovou osobou Basileios bezesporu byl, nikoliv však jeho nástupci a tak již během několika málo desítek let po Basileiově smrti se začala jeho ohromná říše rozpadat. Říše dosáhla rozsahu, jaký od dob Herakleiovy nepoznala. A přesto na východě dosáhla zřejmě meze svých možností. Od dalších výbojů v Palestině, případně Egyptě bylo opuštěno a Basileios se o dobytí ztracených provincií nepokusil. Stejně tak na západě v Itálii dokázala říše už jen za cenu značného vojenského i ekonomického úsilí jen bránit nepatrné zbytky držav v jižní Itálii.